# Vercheny
Vercheny (prononcé [vɛʁʃəni]), est une commune française située dans le département de la Drôme, en région Auvergne-Rhône-Alpes.
Ses habitants sont dénommés les Verchenois(es).

## Géographie

### Localisation
La commune est située dans le Diois au pied du massif du Vercors, à 15 kilomètres au sud-ouest de Die et à 25 kilomètres à l'est de Crest. Elle est distante de 53 kilomètres de Valence (préfecture).

### Relief et géologie
Altitude minimum de 280 mètres, maximum de 1 109 mètres.
Sites particuliers :
- Le rocher Les Aiguilles est attesté en 1891. Auparavant (non daté), il avait été dénommé le rocher des Aiguilles ou Pas Leyris (pl. cad.)[1].

### Hydrographie
La commune est arrosée par la Drôme.

### Climat
Pour des articles plus généraux, voir Climat d'Auvergne-Rhône-Alpes et Climat de la Drôme.
En 2010, le climat de la commune est de type climat du Bassin du Sud-Ouest, selon une étude du Centre national de la recherche scientifique s'appuyant sur une série de données couvrant la période 1971-2000. En 2020, Météo-France publie une typologie des climats de la France métropolitaine dans laquelle la commune est exposée à un climat de montagne ou de marges de montagne et est dans la région climatique  Alpes du sud, caractérisée par une pluviométrie annuelle de 850 à 1 000 mm, minimale en été. 
Pour la période 1971-2000, la température annuelle moyenne est de 12,3 °C, avec une amplitude thermique annuelle de 17,5 °C. Le cumul annuel moyen de précipitations est de 894 mm, avec 8,2 jours de précipitations en janvier et 4,8 jours en juillet. Pour la période 1991-2020, la température moyenne annuelle observée sur la station météorologique de Météo-France la plus proche, « Beaufort-S-Gervanne », sur la commune de Beaufort-sur-Gervanne à 11 km à vol d'oiseau, est de 12,8 °C et le cumul annuel moyen de précipitations est de 936,4 mm,. Pour l'avenir, les paramètres climatiques de la commune estimés pour 2050 selon différents scénarios d'émission de gaz à effet de serre sont consultables sur un site dédié publié par Météo-France en novembre 2022.

### Voies de communication et transports
La commune est traversée par la route départementale 93 surnommée Route Hannibal[réf. nécessaire].
Elle est desservie par la ligne de chemin de fer reliant Livron à Aspres-sur-Buëch.

## Urbanisme

### Typologie
Au 1er janvier 2024, Vercheny est catégorisée commune rurale à habitat dispersé, selon la nouvelle grille communale de densité à 7 niveaux définie par l'Insee en 2022.
Elle est située hors unité urbaine. Par ailleurs la commune fait partie de l'aire d'attraction de Die, dont elle est une commune de la couronne,. Cette aire, qui regroupe 27 communes, est catégorisée dans les aires de moins de 50 000 habitants,.

### Occupation des sols
L'occupation des sols de la commune, telle qu'elle ressort de la base de données européenne d’occupation biophysique des sols Corine Land Cover (CLC), est marquée par l'importance des forêts et milieux semi-naturels (57,3 % en 2018), une proportion sensiblement équivalente à celle de 1990 (57,4 %). La répartition détaillée en 2018 est la suivante : 
forêts (30,7 %), zones agricoles hétérogènes (24 %), milieux à végétation arbustive et/ou herbacée (17,6 %), cultures permanentes (15,7 %), espaces ouverts, sans ou avec peu de végétation (9 %), zones urbanisées (2,9 %). L'évolution de l’occupation des sols de la commune et de ses infrastructures peut être observée sur les différentes représentations cartographiques du territoire : la carte de Cassini (XVIIIe siècle), la carte d'état-major (1820-1866) et les cartes ou photos aériennes de l'IGN pour la période actuelle (1950 à aujourd'hui).

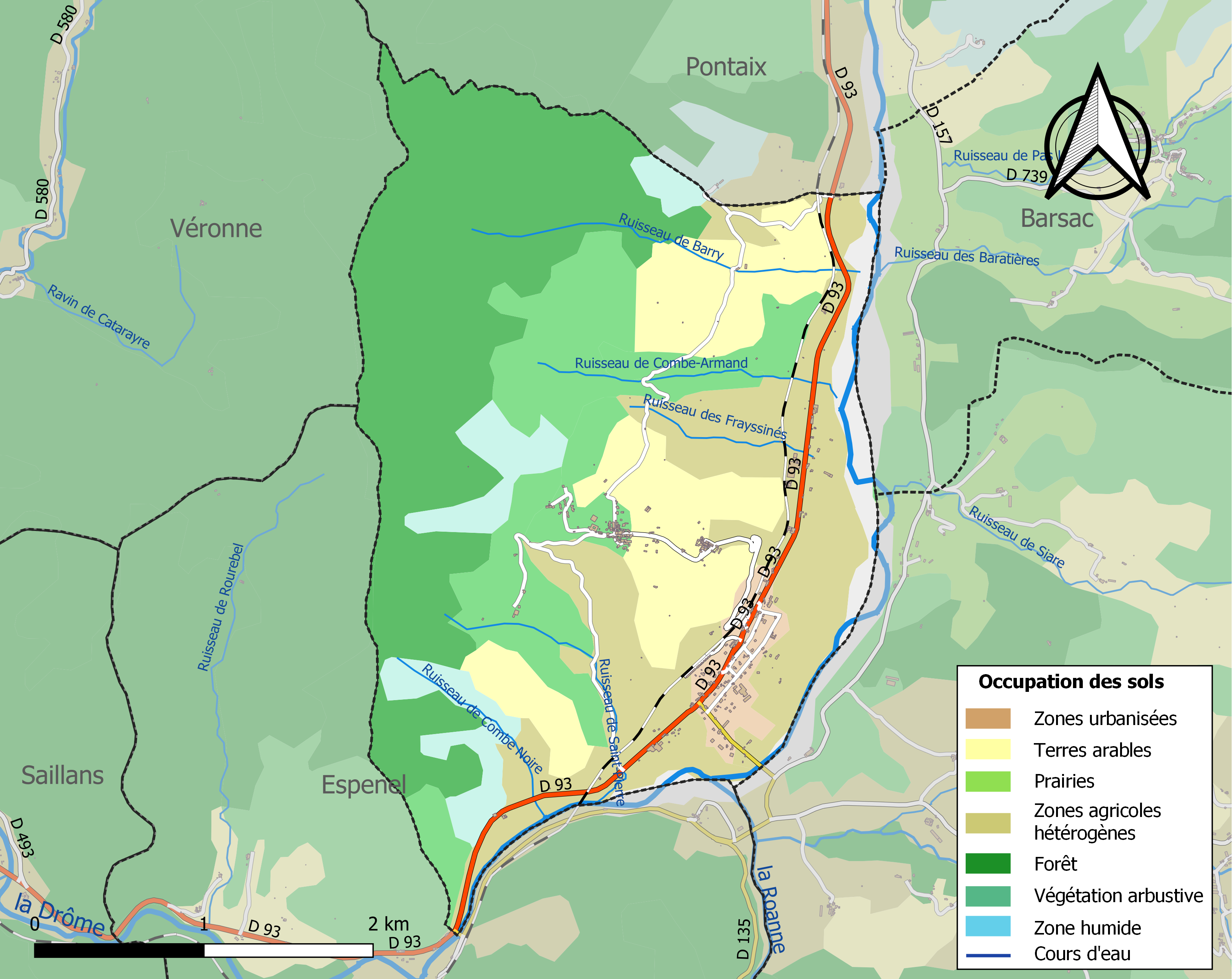
Carte des infrastructures et de l'occupation des sols de la commune en 2018 (CLC).

### Morphologie urbaine
Le village de Vercheny est perché.
Vercheny est principalement répartie entre Vercheny-Le-Bas (quartier La Plaine), et Vercheny-Le-Haut (quartier Le Temple).

## Toponymie

### Attestations
Dictionnaire topographique du département de la Drôme :
- 1193 : Verachaene (cartulaire de Die, 39) ;
- 1202 : Verechene (cartulaire de Die, 51) ;
- XIVe siècle : mention de la paroisse : capella de Verachayna (pouillé de Die) ;
- 1351 : Viel Chenet (choix de docum., 214) ;
- 1449 : mention de la paroisse : ecclesia de Veteris Cheyneti (pouillé hist.) ;
- 1450 : mention de la paroisse : cura de Veteri Cheyneto (Rev. de l'évêché de Die) ;
- 1509 : mention de l'église paroissiale Saint-Pierre : ecclesia parrochialis Sancti Petri de Veteri Cheneti (visites épiscopales) ;
- 1529 : Vercheyne (archives hosp. de Crest) ;
- 1570 : Verchenin (rôle de décimes) ;
- 1891 : Vercheny, commune du canton de Saillans.

### Étymologie
Le toponyme signifie « vieux chêne ».

## Histoire
Pour un article plus général, voir Histoire de la Drôme.

### Du Moyen Âge à la Révolution
La seigneurie :
- Au point de vue féodal, cette commune formait les deux terres ou seigneuries distinctes de Barry et de Vercheny. Celle de Vercheny était du fief des comtes de Diois.
- La seigneurie de Vercheny est premièrement possédée par les Espenel.
- Vers 1339 : elle est déjà passée (par héritage) aux Buon, et à quatre autres co-seigneurs.
- 1452 : la totalité appartient à Guillaume, bâtard de Poitiers, seigneur de Barry.
- 1464 : la seigneurie est confisquée et donnée aux Eurre.
- Elle passe (par héritage) aux Poitiers-Saint-Vallier.
- 1538 : vendue aux Sauvain.
- 1596 : vendue aux La Tour-Gouvernet, derniers seigneurs.

Village protestant.
Avant 1790, Vercheny était une communauté de l'élection de Montélimar, de la subdélégation et de la sénéchaussée de Crest.

Elle formait une paroisse du diocèse de Die dont l'église était dédiée à saint Pierre et dont les dîmes appartenaient en partie à l'évêque diocésain (qui nommait à la cure) et en partie au curé.

#### Barry
Dictionnaire topographique du département de la Drôme :
- 1193 : Barre (cartulaire de Die, 38).
- 1327 : Barro (archives de la Drôme, E 455).
- 1332 : castrum de Barra (Gall. christ., XVI, 129).
- 1391 : Barie en Diez (choix de docum., 213).
- 1891 : Barry, ruines, mont et quartier de la commune de Vercheny.

La seigneurie :
- Au point de vue féodal, Barry était une terre du patrimoine des comtes de Valentinois.
- 1358 : elle est inféodée aux Félines.
- 1406 ? : elle est cédée aux Lagier.
- 1452 : elle passe à Guillaume, bâtard de Poitiers.
- 1464 : la seigneurie est confisquée et donnée à François d'Eurre.
- Elle passe (par héritage) aux Poitiers-Saint-Vallier.
- 1528 : vendue aux Sauvaing.
- 1596 : vendue aux La Tour-Gouvernet, derniers seigneurs.

### De la Révolution à nos jours

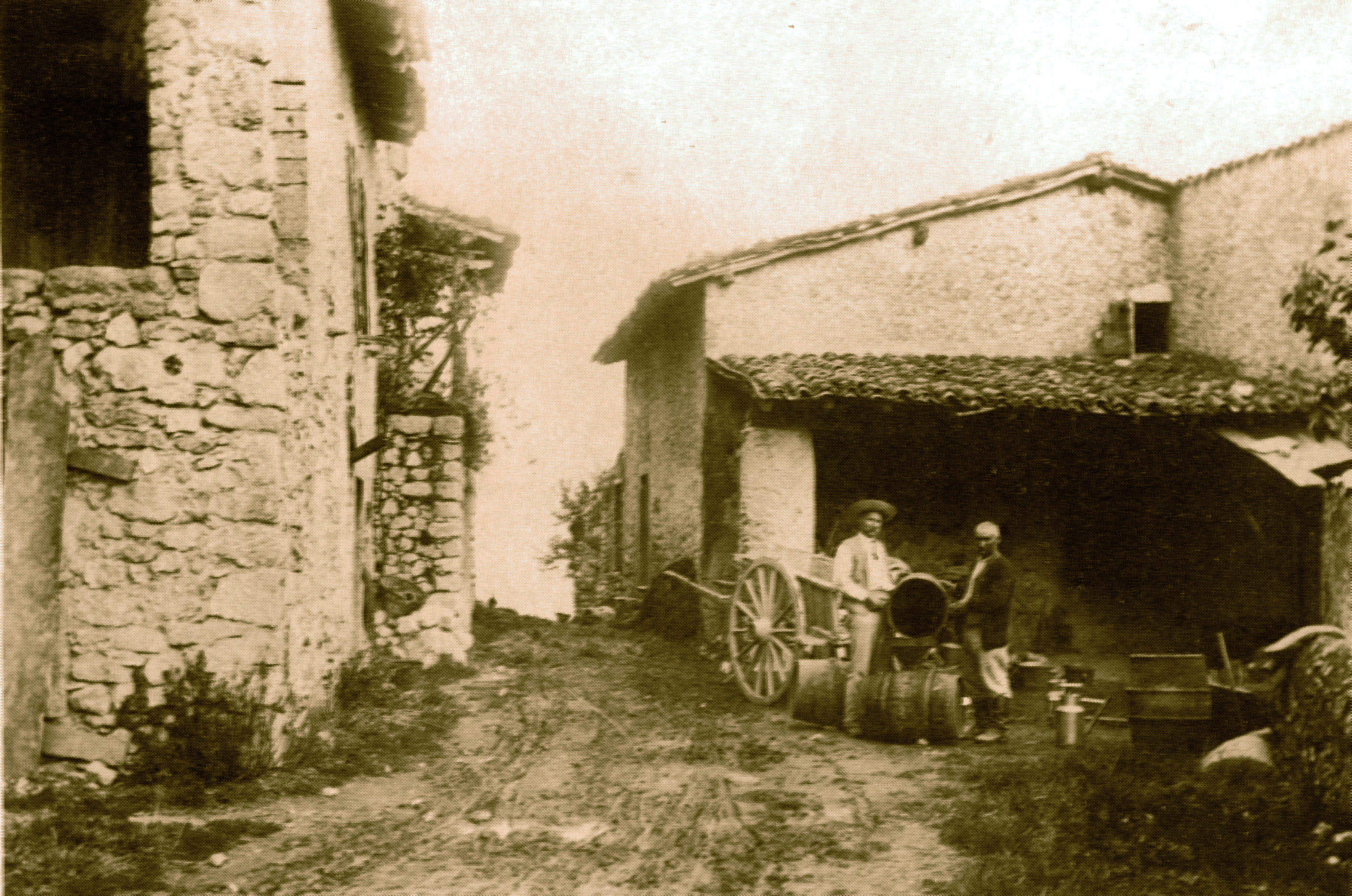
Vercheny-le-Haut, transport du vin en barriques en 1902.

En 1790 , la commune est comprise dans le canton de Pontaix. La réorganisation de l'an VIII (1799-1800) la place dans le canton de Saillans.
Pendant la Seconde Guerre mondiale, Vercheny a été le lieu d'une action de la Résistance qui fit dérailler un train de militaires allemands le 23 décembre 1943 (douze victimes)[réf. nécessaire].

## Politique et administration

### Liste des maires
| Période                                  | Période                        | Identité                          | Étiquette | Qualité       |
| ---------------------------------------- | ------------------------------ | --------------------------------- | --------- | ------------- |
| Les données manquantes sont à compléter. |                                |                                   |           |               |
| 1871                                     |                                | ?                                 |           |               |
| 1874                                     |                                | ?                                 |           |               |
| 1878                                     |                                | ?                                 |           |               |
| 1884                                     |                                | ?                                 |           |               |
| 1888                                     |                                | ?                                 |           |               |
| 1892                                     |                                | ?                                 |           |               |
| 1896                                     |                                | ?                                 |           |               |
| 1900                                     |                                | ?                                 |           |               |
| 1904                                     |                                | ?                                 |           |               |
| 1908                                     |                                | ?                                 |           |               |
| 1912                                     |                                | ?                                 |           |               |
| 1919                                     |                                | ?                                 |           |               |
| 1925                                     |                                | ?                                 |           |               |
| 1929                                     |                                | ?                                 |           |               |
| 1935                                     |                                | ?                                 |           |               |
| 1945                                     |                                | ?                                 |           |               |
| 1947                                     |                                | ?                                 |           |               |
| 1953                                     |                                | ?                                 |           |               |
| 1959                                     |                                | ?                                 |           |               |
| 1965                                     |                                | ?                                 |           |               |
| 1971                                     |                                | ?                                 |           |               |
| 1977                                     |                                | ?                                 |           |               |
| 1983                                     |                                | ?                                 |           |               |
| 1989                                     |                                | ?                                 |           |               |
| 1995                                     |                                | ?                                 |           |               |
| 2001                                     | 2008                           | Paul Mège                         |           |               |
| 2008                                     | 2014                           | Franck Monge                      | DVD       | agriculteur   |
| 2014                                     | 2020                           | Franck Monge                      |           | maire sortant |
| 2020                                     | En cours (au 30 décembre 2020) | Franck Monge[source insuffisante] |           | maire sortant |

### Rattachements administratifs et électoraux
La commune fait partie du canton du Diois depuis le 20 février 2014, à la suite du nouveau découpage territorial entré en vigueur lors des élections départementales de mars 2015. Le canton du Diois rassemble soixante-quatre communes et 13 480 habitants (2013) dont l'ancien canton de Saillans que Vercheny intégrait jusque-là.
La ville fait également partie depuis 2014 de la communauté de communes du Crestois et du pays de Saillans regroupant quinze communes et 14 748 habitants (2013), dont le siège est situé à Aouste-sur-Sye.

## Population et société

### Démographie
L'évolution du nombre d'habitants est connue à travers les recensements de la population effectués dans la commune depuis 1793. Pour les communes de moins de 10 000 habitants, une enquête de recensement portant sur toute la population est réalisée tous les cinq ans, les populations de référence des années intermédiaires étant quant à elles estimées par interpolation ou extrapolation. Pour la commune, le premier recensement exhaustif entrant dans le cadre du nouveau dispositif a été réalisé en 2006.

En 2022, la commune comptait 450 habitants, en stagnation par rapport à 2016 (Drôme : +2,64 %, France hors Mayotte : +2,11 %).
| 1793 | 1800 | 1806 | 1821 | 1831 | 1836 | 1841 | 1846 | 1851 |
| ---- | ---- | ---- | ---- | ---- | ---- | ---- | ---- | ---- |
| 438  | 414  | 409  | 424  | 428  | 406  | 372  | 396  | 412  |

| 1856 | 1861 | 1866 | 1872 | 1876 | 1881 | 1886 | 1891 | 1896 |
| ---- | ---- | ---- | ---- | ---- | ---- | ---- | ---- | ---- |
| 419  | 410  | 385  | 388  | 339  | 321  | 315  | 281  | 298  |

| 1901 | 1906 | 1911 | 1921 | 1926 | 1931 | 1936 | 1946 | 1954 |
| ---- | ---- | ---- | ---- | ---- | ---- | ---- | ---- | ---- |
| 302  | 317  | 345  | 341  | 281  | 277  | 238  | 236  | 264  |

| 1962 | 1968 | 1975 | 1982 | 1990 | 1999 | 2006 | 2011 | 2016 |
| ---- | ---- | ---- | ---- | ---- | ---- | ---- | ---- | ---- |
| 253  | 268  | 415  | 421  | 427  | 387  | 411  | 432  | 450  |

| 2021 | 2022 | - | - | - | - | - | - | - |
| ---- | ---- | - | - | - | - | - | - | - |
| 455  | 450  | - | - | - | - | - | - | - |

### Enseignement

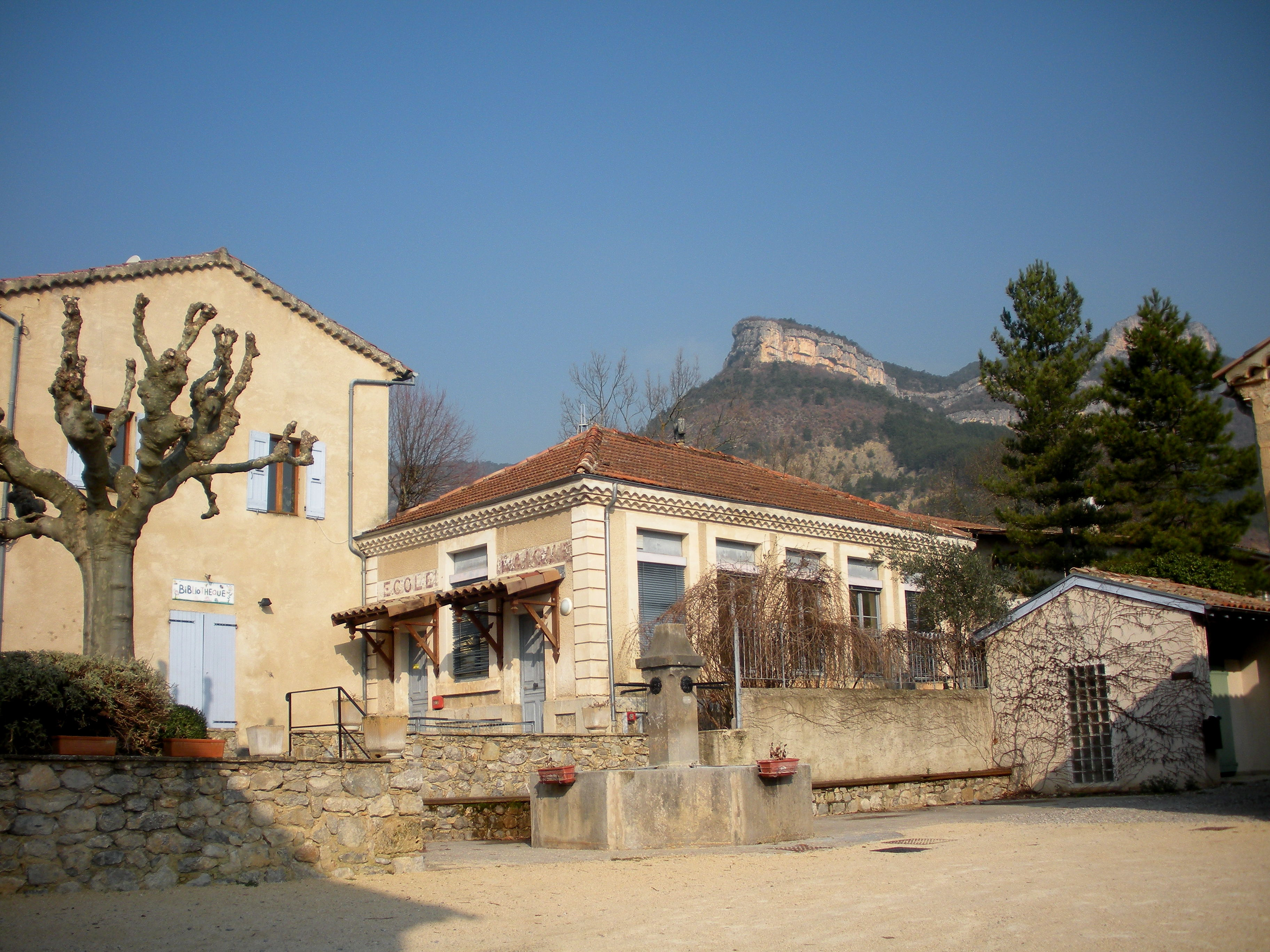
L'école de Vercheny-le-Haut.

Vercheny est rattachée à l'académie de Grenoble (zone A). L'école primaire publique Antoine Barnave se situe au quartier de La Plaine à Vercheny-Le-Bas.
La commune dispose d'une école de moniteurs-éducateurs.

### Manifestations culturelles et festivités
- Vogue annuelle : début août[13].

### Loisirs
- Pêche et chasse[13].

### Médias
Le territoire de la commune se situe dans l'aire de diffusion de plusieurs médias :
- Presse écrite
  - Le Crestois, hebdomadaire de la vallée de la Drôme.
  - Le Dauphiné libéré, quotidien régional qui consacre, chaque jour, y compris le dimanche, dans son édition de « Valence-Drôme » un ou plusieurs articles à l'actualité du canton et de la commune, ainsi que des informations sur les éventuelles manifestations locales, les travaux routiers, et autres événements divers à caractère local.
  - L'Agriculture Drômoise, journal d'informations agricoles et rurales, couvre l'ensemble du département de la Drôme.
  - Drôme Hebdo (ancien Peuple Libre), hebdomadaire chrétien d'informations.
- Presse audio-visuelle
  - Radio Saint Ferréol est une radio locale émise depuis Crest.
  - Ici Drôme Ardèche est une radio publique diffusée sur son territoire.

### Cultes
La commune n'a pas d'église (elle a été détruite dans les années 1970)[réf. nécessaire]. La communauté catholique de la commune relèvent de la Paroisse Sainte Famille du Crestois dont la maison paroissiale est située à Crest. Cette paroisse est rattachée au diocèse de Valence.

## Économie

### Agriculture
En 1992 : vignes (vins AOC Clairette de Die).
- Coopérative agricole[13].
- Cave coopérative[13].

Vercheny fait partie des 31 communes viticoles de l'appellation d'origine contrôlée (AOC) produisant le vin effervescent clairette de Die.

### Tourisme
La commune dispose d'un camping.

## Culture locale et patrimoine

### Lieux et monuments

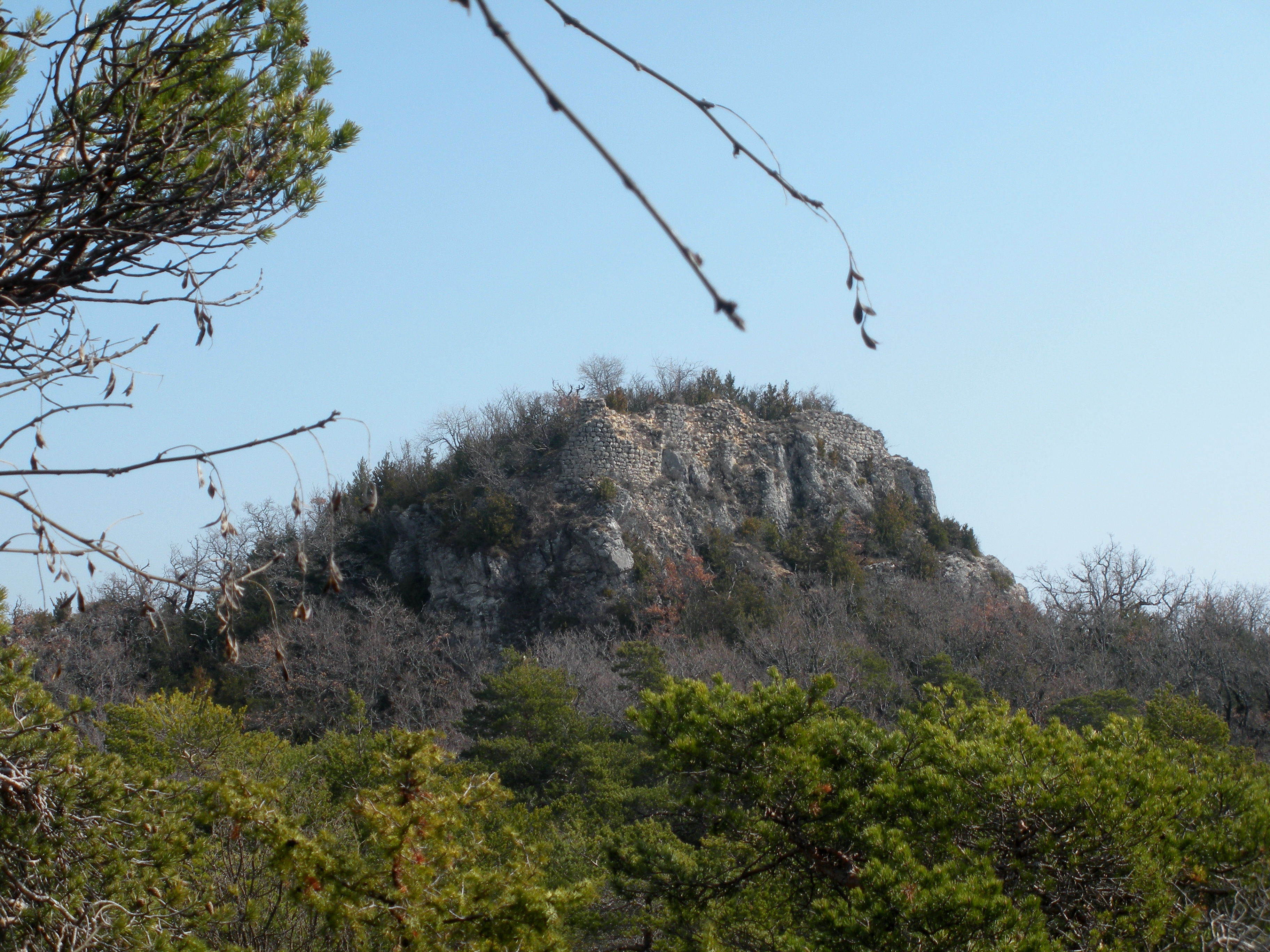
Barry castrum médiéval.

- Ruines de deux tours médiévales quadrangulaires[réf. nécessaire].
- Chapelle Saint-Pierre (ruinée)[13].
- Barry : ruines du château[13] médiéval (perché).
- Quartier du Gap : Une ancienne faïencerie dont il reste encore le bâtiment ayant abrité les ateliers[réf. nécessaire].

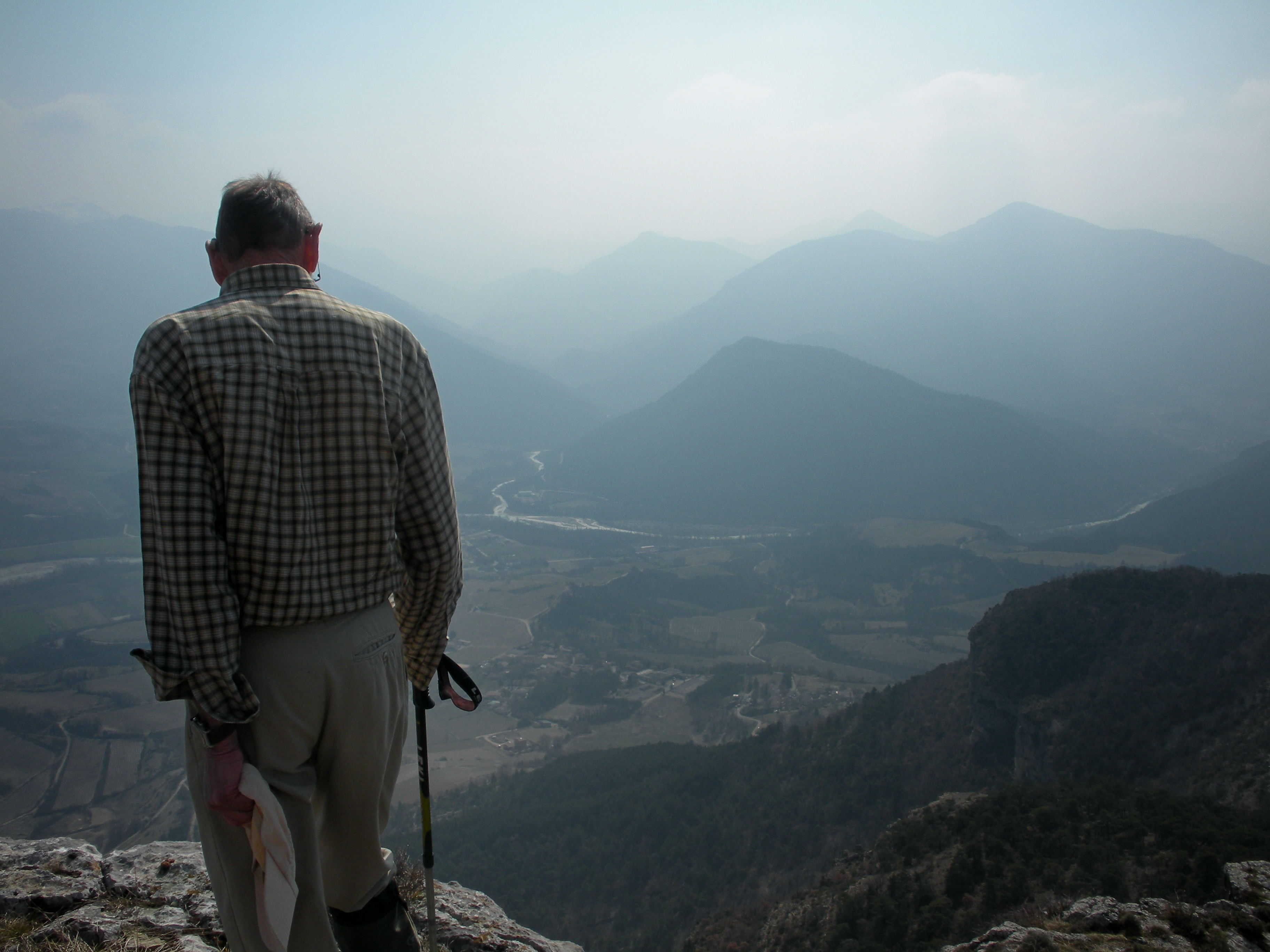
Vue depuis le château sur la Drôme et la Roanne.
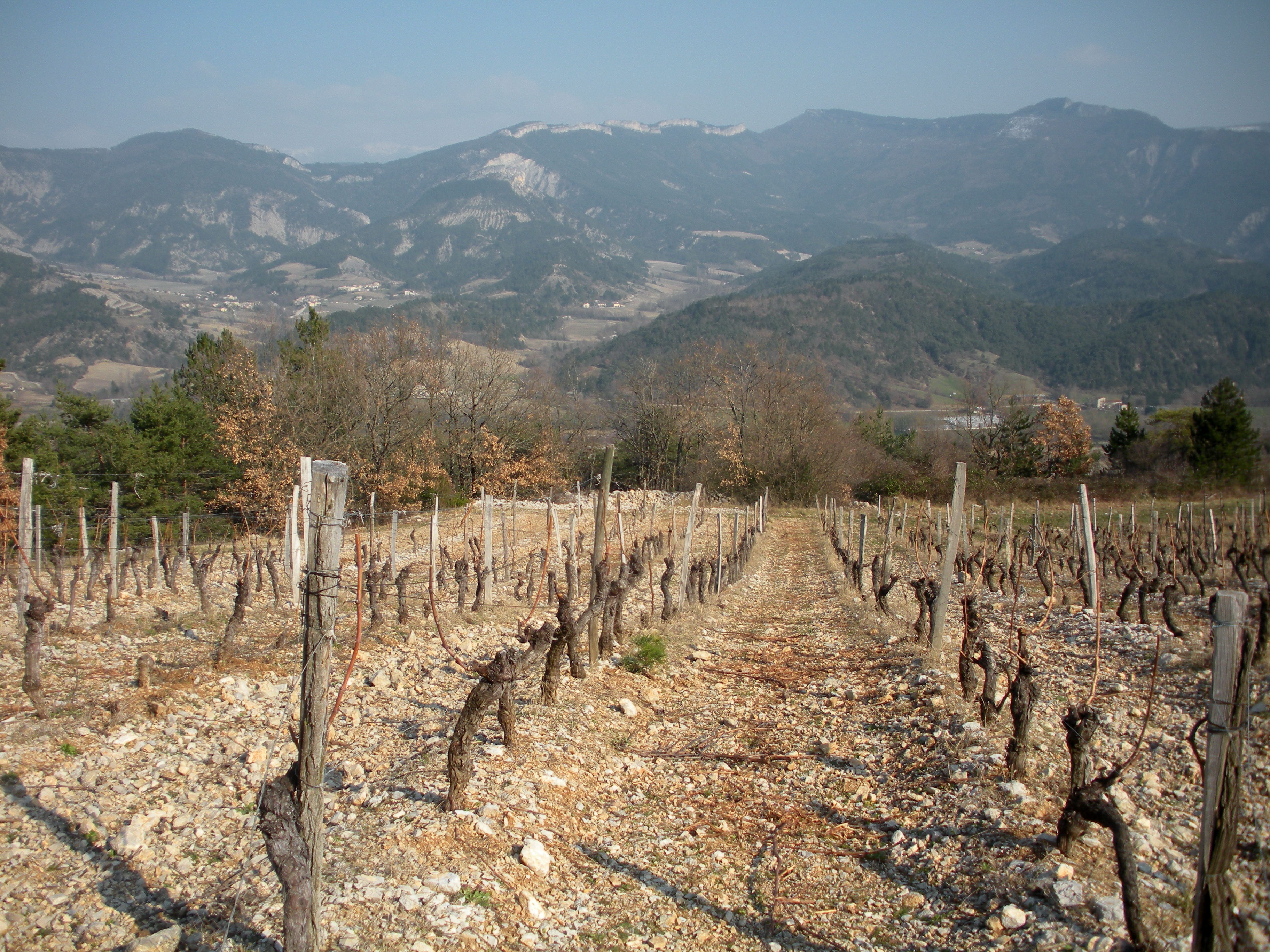
Vigne à Vercheny-le-Haut.
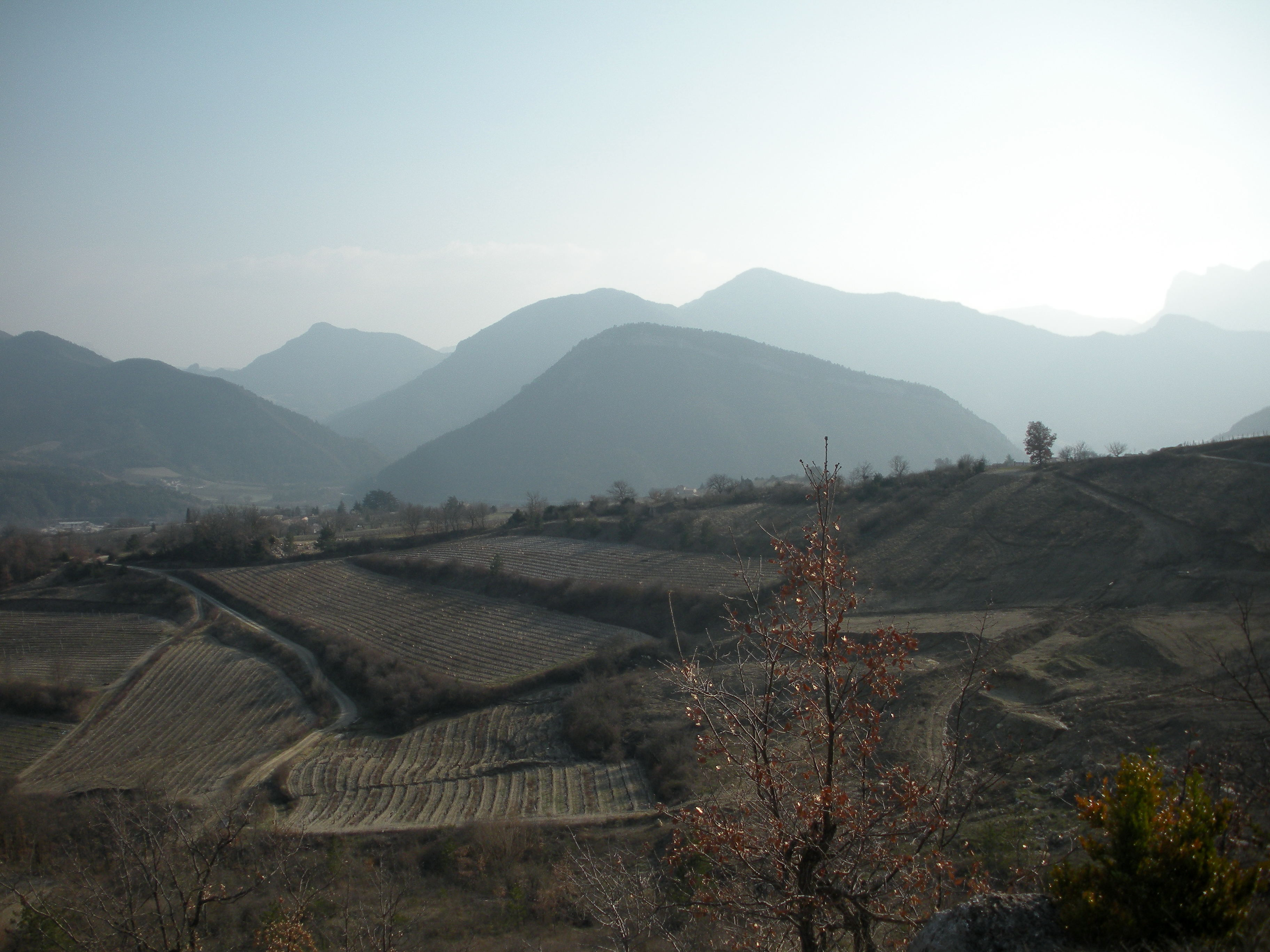
Paysage de vignes.

### Patrimoine culturel
- Musée Guy-Lévis-Mano (créé par la fondation Robert-Ardouvin de Vercheny) : sont exposés une collection des ouvrages édités par Guy Lévis Mano sous le sigle GLM, les plaques et la presse des éditions GLM[réf. nécessaire].

### Personnalités liées à la commune
- Ina Bandy (1903-1973) : photographe humaniste, célèbre pour ses photographies des enfants de l'association de Robert Ardouvin, inhumée au cimetière de la commune.
- Kateb Yacine (1929-1989) : écrivain algérien d'origine berbère, habita dans la commune dès 1987.

### Héraldique, logotype et devise
|  | Vercheny possède des armoiries dont l'origine et le blasonnement exact ne sont pas disponibles. |